# Omer Bhatti
Omer Michael Jamal Bhatti (Drammen, Buskerud, Noruega em 14 de Junho de 1985) é um rapper e dançarino norueguês. Ele também é conhecido pelo nome artístico de O-Bee e rumores dão conta de que ele seria um filho biológico secreto de Michael Jackson. Joe Jackson, pai de Michael Jackson, disse em uma entrevista que sabia sobre Omer mas, segundo o tablóide Daily Mail, Omer negou ser filho do Rei do Pop, apesar de ter muitas semelhanças fisicas com o artista, mais até que os próprios filhos do cantor. Omer é como um irmão para os três filhos de Michael.

## Discografia

### Singles
- 2011: "All Around the World" participando Genevieve Jackson
- 2011: "Life is a Movie"
- 2012: "See the Light" participando Shontelle
- 2014: "Love You in the Morning"
- 2015: "Let Me Know"
- 2019: "Meditation"

### Outros lançamentos
- "Red Nikes"
- "Under Pressure" com Jae-R
- "My Salvation" com Rayne Storm
- "A Toast" com Jae-R e Chris Tucker